# Pfaffenhofen an der Ilm
Pfaffenhofen an der Ilm, ufficialmente Pfaffenhofen a.d.Ilm (in bavarese Pfahofa), è una città di 24 089 abitanti della Baviera, in Germania.

È il capoluogo, e il centro maggiore, del circondario omonimo (targa PAF).

## Sport
Nel 2018 ha ospitato la ottava edizione dell'European Quidditch Cup.